# András Kállay-Saunders
András Kállay Saunders é uma Cantor que irá representar a Hungria no Festival Eurovisão da Canção 2014, em Copenhague, Dinamarca, com sua canção "Running".